# Jorge Barrios
Jorge Wálter Barrios Balestrasse (Las Piedras, 24 gennaio 1961) è un allenatore di calcio ed ex calciatore uruguaiano, di ruolo centrocampista.
È zio di Jorge Andrés Martínez, a cui diede il soprannome El Malaka.

## Palmarès

### Giocatore

#### Club
- Campionato greco: 1

Olympiakos: 1986-1987
- Campionato uruguaiano: 1

Penarol: 1993

#### Nazionale
- Coppa America: 1

Copa América 1983